# Melandrya parallela
Melandrya parallela is een keversoort uit de familie zwamspartelkevers (Melandryidae). De wetenschappelijke naam van de soort werd in 1968 gepubliceerd door Nomura & Katô.